# Luna Christofi
Luna Christofi (født 9. december 1967 i Gram, Sønderjylland) er en dansk sportsjournalist, der siden 1998 har været ansat ved TV 3, hvor hun primært har dækket UEFA Champions League og Formel 1. Tidligere var hun ansat ved DR Sporten. Hun er døbt Lone Jakobsen, men fik sit efternavn fra et tidligere ægteskab. I 1986 blev hun student fra Aabenraa Statsskole. I 2005 flyttede hun til Madrid sammen med sin mand.